# Operacja Dawid
Operacja Dawid (hebr. מבצע דוד, Miwca Dawid) – izraelska operacja wojskowa przeprowadzona 29 listopada 1948 roku w porcie w Bejrucie przez Służbę Morską. Miała na celu zatopienie awiza „Igris”, byłego Staatsjacht Aviso III Rzeszy o nazwie „Grille”, które miało być przekazane Egipskiej Marynarce Wojennej.
Operacja zakończyła się połowicznym sukcesem, ponieważ Izraelczykom udało się jedynie uszkodzić „Igrisa”. Mimo to król Egiptu Faruk I stracił ostatecznie zainteresowanie statkiem. Został on odesłany do Nowego Jorku, gdzie służył jako atrakcja turystyczna. W 1951 roku został oddany na złom.

## Tło operacji
„Grille” został zwodowany w 1934 roku. Początkowo służył jako jacht państwowy. W 1936 roku wziął udział w uroczystościach upamiętniających bitwę jutlandzką. Służył także Adolfowi Hitlerowi i decydentom III Rzeszy. Po rozpoczęciu II wojny światowej służył w Kriegsmarine, ale dopiero w 1942 roku został przemalowany na kolor szary. Do tego czasu miał żółty komin oraz biały kadłub ze złotymi akcentami na rufie i dziobie. Od 1942 roku był okrętem sztabowym Ericha Rädera, a potem Karla Dönitza. 1 maja 1945 roku z jego pokładu Dönitz poinformował naród niemiecki o samobójstwie Hitlera .
Po przejęciu okrętu przez Brytyjczyków odholowano go do portu w Hartlepool. W 1946 roku wystawiono go na aukcję. Został sprzedany Kanadyjczykowi o nazwisku Surrey za kwotę 125 tys. funtów. Dwa lata później został ponownie wystawiony na sprzedaż. Tym razem został zakupiony przez libańskiego wytwórcę materiałów na mundury George’a Aridę za 357 tys. funtów . Po zakupie okręt przemianowano na „Igris”.
Izraelski wywiad twierdził, że okręt został zakupiony w imieniu króla Egiptu Faruka I. Następnie miał zostać przekazany egipskiej flocie wojennej w celu przeprowadzenia ataku na Hajfę . W związku z tym członkom jednostki Ha-Szachar wydano rozkaz wyśledzenia okrętu w Libanie i potwierdzenia faktu jego zakupu. Donieśli oni, że w tym okresie w Bejrucie znajdowało się 20 Niemców, zbiegów z brytyjskiej niewoli w Egipcie, którzy pracowali na dawnym „Grille”. Według informacji Ha-Szacharu prace prowadzone na pokładzie sugerowały, że będzie on używany do celów wojskowych, a sam okręt miał niedługo wypłynąć do Egiptu.
Na podstawie otrzymanych informacji dowództwo izraelskiej marynarki uznało, że doniesienia wywiadu o tym, iż Egipcjanie dążą do wzmocnienia swojej floty i otwarcia frontu morskiego w wojnie z Izraelem, są uzasadnione. Podjęto decyzję o przeprowadzeniu operacji mającej na celu zatopienie okrętu, póki znajdował się jeszcze w porcie w Bejrucie.

## Operacja

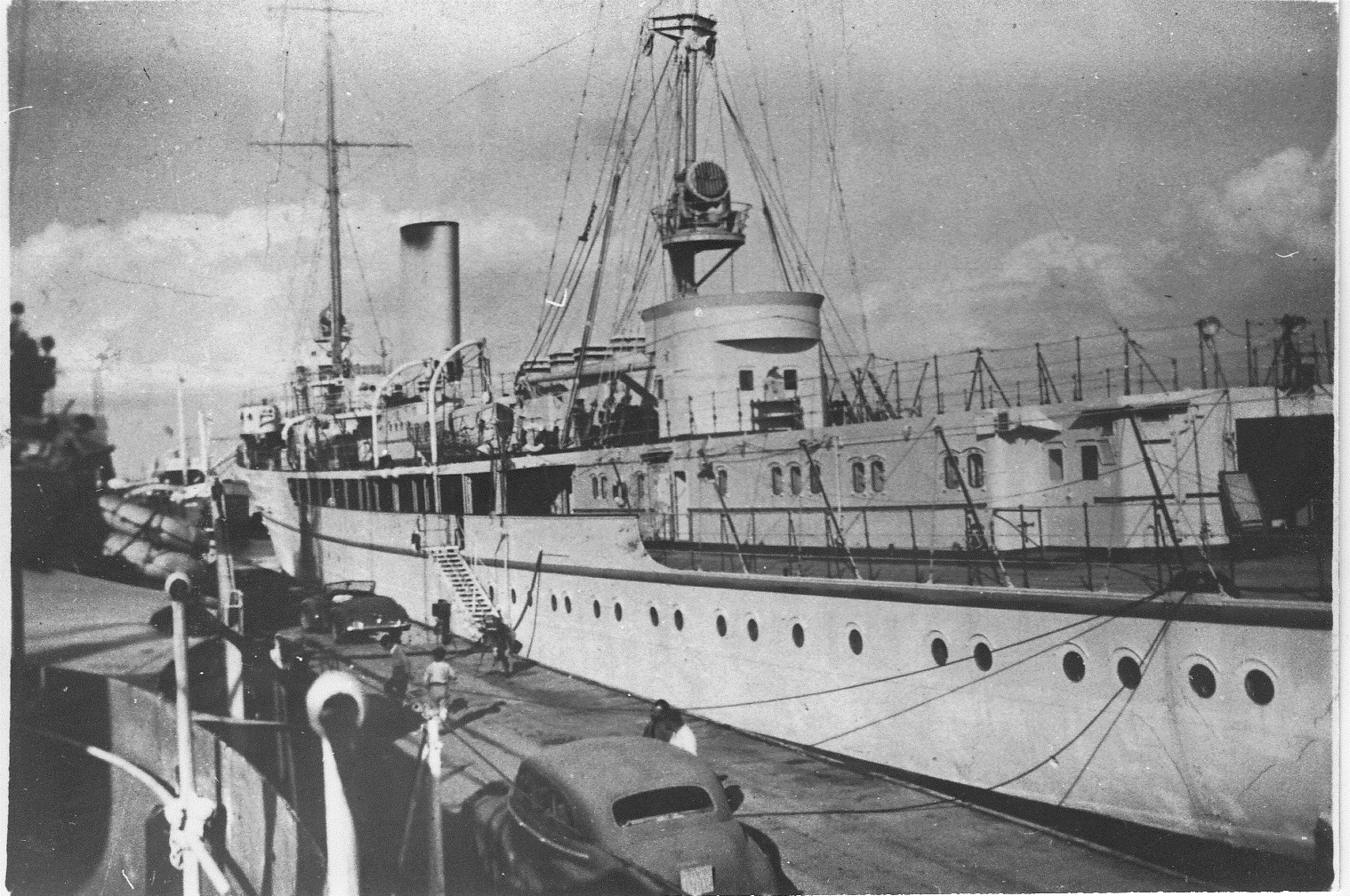
„Igris” w Bejrucie, 1948 rok

### Przygotowania
Bejrucki oddział Ha-Szachar przeprowadził ocenę sytuacji na miejscu. Prócz policji, w porcie nie było dodatkowej ochrony. Nie było także radaru, który wykryłby znajdujące się w okolicy statki i okręty. Podejście do „Igrisa” od strony nadbrzeża było niemożliwe. Obok okrętu były zacumowane dwa statki: brytyjski i francuski. Izraelczycy obawiali się, że statek brytyjski miał służyć do ochrony „Igrisa” lub do osłony przed atakiem w porcie. Sytuacja pozwalała na dostanie się do „Igrisa” łodzią lub przez płetwonurka. 8 listopada 1948 roku Brytyjczycy odpłynęli z Bejrutu, co rozwiało obawy Izraelczyków.
Plan zakładał dostarczenie zamachowców na przygotowane wcześniej miejsce na plaży na południe od Bejrutu. Z tego punktu członkowie Ha-Szacharu mieli zabrać samochodem wyznaczonych do operacji żołnierzy z ładunkami wybuchowymi do wyjścia z portu. Następnie jeden z zamachowców miał podpłynąć do „Igrisa”, zamontować ładunki wybuchowe, powrócić do samochodu i wrócić nim do punktu zbiórki.
Dowództwo nad operacją powierzono Perecowi Gordonowi, oficerowi Ha-Szacharu, który odpowiadał za operacje tej jednostki.

### Przebieg operacji
29 listopada 1948 roku, o godzinie 15:00, łódź patrolowa „Palmach” pod dowództwem Szelomo Erela wypłynęła z Hajfy z grupą zamachowców w kierunku Bejrutu. O godzinie 21:00, godzinę szybciej niż planowano, „Palmach” dotarł na miejsce i zatrzymał się 500 metrów od brzegu. O 21:15 z brzegu załoga otrzymała pierwszy sygnał świetlny. Pięć minut później opuszczono łódź, na którą wszedł mający dokonać zamachu Elijahu Rika wraz z dwoma innymi uczestnikami operacji. O 21:30 otrzymali drugi znak z brzegu mówiący o tym, że łódka może podpływać do brzegu. O 22:30 wraz z członkami Ha-Szacharu Rika wyruszył samochodem w stronę Bejrutu. Po dotarciu do stolicy udali się w kierunku okolic portu, gdzie Rika założył kombinezon płetwonurka . O 22:50 Rika wszedł do wody i popłynął w kierunku portu. Po zbliżeniu się do okrętu podłożył dwa ładunki w odległości 30 metrów jeden od drugiego. Następnie powrócił na brzeg, wraz z członkami Ha-Szacharu opuścił Bejrut i dostał się na pokład „Palmachu”, który udał się w drogę powrotną do Hajfy. O godzinie 08:00  „Palmach” zawinął do portu. Na miejscu okazało się, że ładunki nie eksplodowały. Specjaliści od min uznali, że woda mogła wpłynąć na działanie zapalników, przez co nie doszło do wybuchu. Po kilkunastu dniach sztab wraz z jednostką Ha-Szachar podjął decyzję o powtórzeniu misji. Plany te nie zostały zrealizowane, ponieważ 17 grudnia 1948 roku doszło do eksplozji. Późniejsze śledztwo w Libanie wykazało, że miny zostały zauważone przez ochronę już 14 grudnia, ale policjanci wówczas uznali, że nie jest to nic niepokojącego.
Szkody oszacowano na 100 tys. funtów libańskich, a niemieckim załogantom udało się zatamować napływ wody przez powstałe wyrwy w kadłubie okrętu, ratując go przed zatonięciem. 27 stycznia 1949 roku lokalna bejrucka gazeta doniosła, że „Igris” został uszkodzony przez drugi wybuch; nastąpił on 41 dni po poprzednim. W marcu Arida postanowił wysłać okręt do Stanów Zjednoczonych. Tam służył w celach turystycznych, a w 1951 roku został zezłomowany .
Izraelczycy nie byli do końca pewni, czy to dwa wybuchy sprawiły, że Faruk I stracił zainteresowanie „Igrisem”, czy też okręt w ogóle nie był przeznaczony dla Egipcjan. Uznano jednak, że operacja miała znaczenie symboliczne ze względu na wykorzystywanie okrętu w przeszłości m.in. przez Adolfa Hitlera .